# Мелковица
Мелковица — река в России, правый приток Чепцы (бассейн Волги). Протекает по Зуевскому району Кировской области. Устье реки находится в 77 км по правому берегу Чепцы. Длина реки составляет 24 км, площадь бассейна — 200 км².

## Течение
Исток реки в 7 км к северо-западу от центра посёлка Чепецкий. Река течёт на запад, в нижнем течении поворачивает на юго-запад. Верхнее течение проходит по ненаселённому лесному массиву, в низовьях река протекает деревни Мотоус и Целоусы. Перед впадением в Чепцу образует в её пойме большую петлю и изогнутую старицу, известное как озеро Кривое. Устье находится в 4 км к северу от посёлка Семушино. Ширина реки на всём протяжении не превышает 10 метров.

## Притоки
- река Хариха (пр)
- 12 км: река Луговая (пр)
- река Пестера (пр)
- река Боровка (пр)

## Данные водного реестра
По данным государственного водного реестра России относится к Камскому бассейновому округу, водохозяйственный участок реки — Чепца от истока до устья, речной подбассейн реки Вятка. Речной бассейн реки — Кама.